# New Age

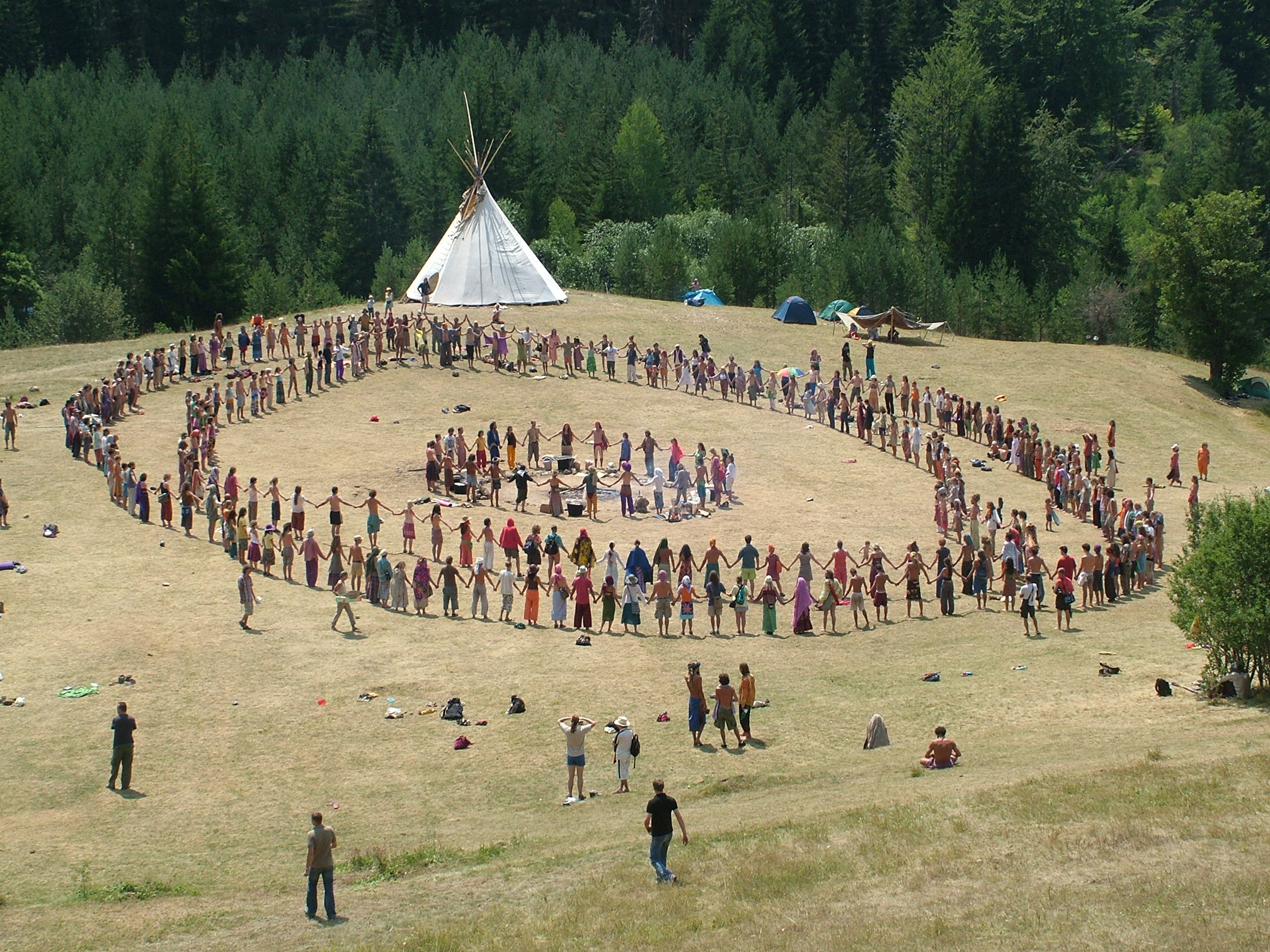
Shromáždění příznivců New Age v Bosně, rok 2007

New Age (česky Nový věk) je náboženské hnutí či forma lidové religiozity náležející mezi západní esoterismus, jež zahrnuje širokou škálu věr a praktik jako léčitelství, channeling, věštění či pozitivní myšlení, společně s různými alternativními či pseudovědeckými interpretacemi historie a přírodních věd, které však nemá jednotnou věrouku ani organizaci.
Samotný termín New Age se poprvé objevil po druhé světové válce v prostředí teosofů a kultů ufo ve spojení s milenialistickým přesvědčením o nadcházející proměně světa, lidstva a jeho vědomí, často ztotožňované s příchodem astrologického Věku Vodnáře. V 70. a především 80. letech 20. století se však význam výrazu New Age významně rozšířil a počal označovat množinu různých věr a praktik vycházejících ze západního esoterismu, jež jsou mezi sebou sice historicky spjaty a jež vycházejí ze stejného či podobného diskursu, ale již nutně netvoří hnutí s jednotným pohledem na svět a milenialistickými očekáváními.
Pokusy o definici a zařazení New Age narážejí na jeho značně rozmanitý charakter. V hnutí neexistuje přes řadu společných představ žádná koherentní věrouka a jeho charakter je výrazně individualistický.  Jednotlivci a skupiny v rámci hnutí si mohou být blízké, vzájemně se kopírovat a transformovat svoje ideje či být v mnoha záležitostech ve vážném rozporu, často se také ani nechápou jako součást nějakého hnutí, ale vidí sami sebe jako následující svou osobní duchovní cestu. Příznivci New Age také často odmítají chápat své hnutí jako náboženské, jelikož náboženství chápou jako dogmatická, autoritářská a úzkoprsá. Z těchto důvodů se následovníci New Age prohlašují spíše za „spirituální“ než „náboženské“. Historik náboženství Olav Hammer v tomto ohledu srovnává New Age s lidovou zbožností, jež často také synkretizuje prvky z více zdrojů a netvoří ucelený systém. Sociolog Colin Campbell hnutí označuje za „náboženský underground“ či „kultovní milieu“, prostředí, v němž mohou existovat nesouvisející, někdy i protichůdné  věroučné představy, jež sdílejí určité charakteristiky.

## Historie

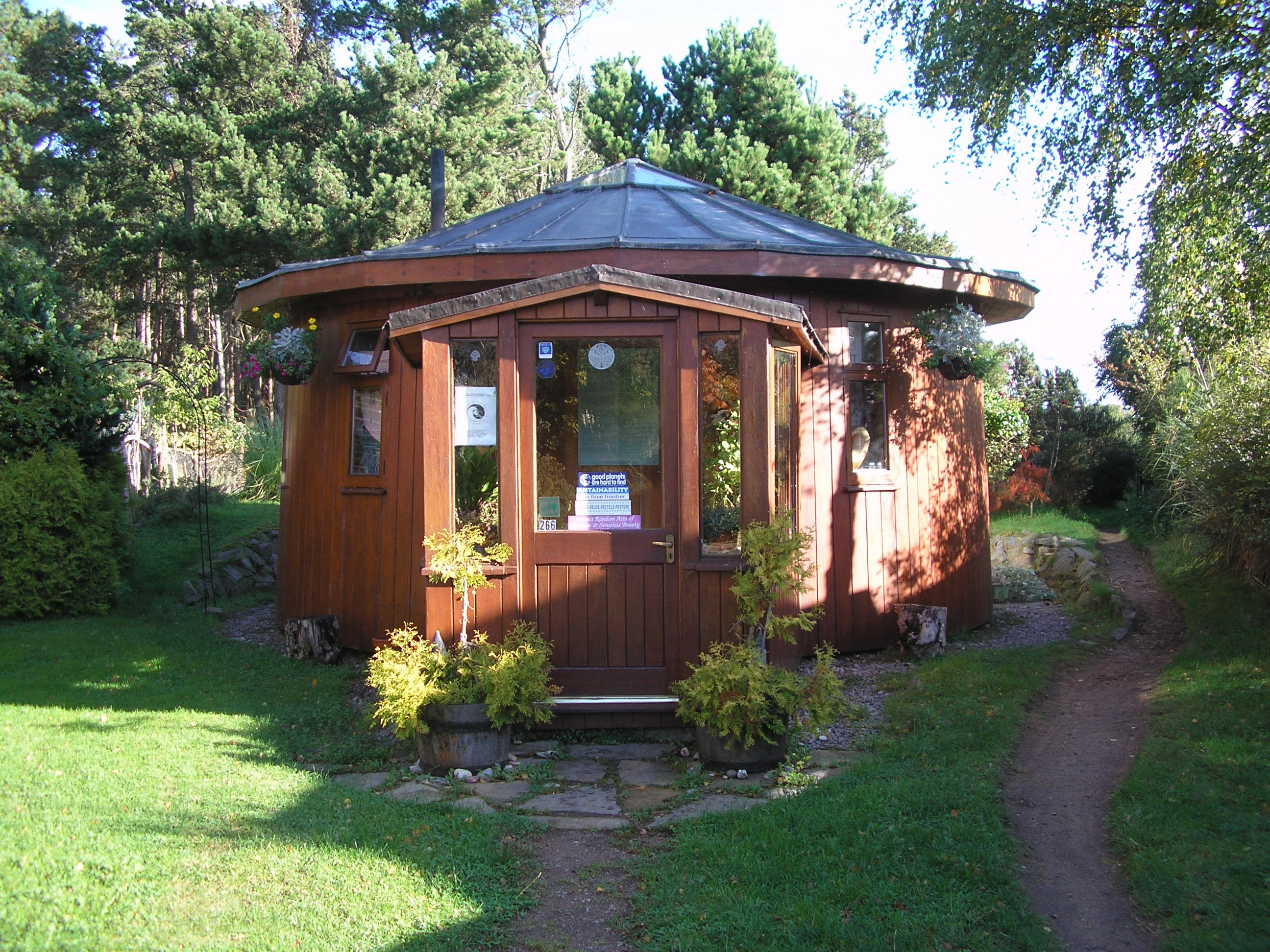
Ekologické bydlení ve Findhorn Ecovillage ve Skotsku

Historické kořeny hnutí New Age sahají do takzvaného Třetího velkého probuzení ve Spojených státech (cca 1855–1930), během kterého byla založena Teosofická společnost a vznikla hnutí Nového myšlení, Křesťanské vědy, transcendentalismu a spiritualismu. Jmenovaná hnutí bývají řazena pod takzvaná harmonická náboženství či americkou metafyzickou tradici a navazují na Swedenborgovo učení o přímém a osobním kontaktu s duchovní realitou a víru v mesmerismus, respektive živočišný magnetismus, jež byla popularizována prostřednictvím Phinease Parkhursta Quimbyho (1802-1866). Harmonická náboženství jsou založena na představě že duševní svět jedince se manifestuje ve fyzické realitě a má tak zásadní podíl na jeho zdraví, blahobyt a životní podmínky vůbec. Spiritualismus kromě toho ovlivnil New Age fenoménem „channelingu“ - přijímáním zpráv od nehmotných bytostí prostřednictvím média, zatímco z teosofie byl převzato zaujetí východními náboženstvími, víra v karmu, reinkarnaci a vznešené Mistry. Poslední výrazným impulsem pro vznik New Age byl spojen s psychologií, především analytickou psychologií Carla Gustava Junga (1875–1961) a Hnutím lidského potenciálu, ovlivněným humanistickou psychologií.
Přestože většina duchovních předchůdců New Age pochází ze Spojených států samotný tento výraz, vyjadřují víru v nadcházející proměnu světa, lidstva a jeho vědomí, se objevil v anglických post-teosofických kruzích v 50. letech 20. století. Poté, co se tato idea dostala do Spojených států došlo k následné integraci s učením harmonických náboženství a novými psychologickými přístupy. New Age ze začátku zůstával marginálním fenoménem, ale jeho význam narostl během 60. let kdy se došlo k převzetí jeho myšlenek, vedle dalších forem západního i východní esoterismu, kontrakulturou 60. let.
Od 70. let počal být New Age chápán jako hnutí lidí se společnými cíli, což podpořilo vydání knihy Vodnářské spiknutí Marilyn Fergusonové. Brzy už se však jako New Age označovala širší škála osob a organizací nesdílejících původní milenialismus, a takový náhled převládl během 80. let a od 90. let New Age počal splývat s kulturou hlavního proudu. New Age tak ztratil svůj kontrakulturní charakter, slovo samotné začalo být někdy používáno v pejorativním významu, a s ním spojená literatura i praktiky a jejich provozovatelé získali na komerčním významu.

## Věrské představy a praxe

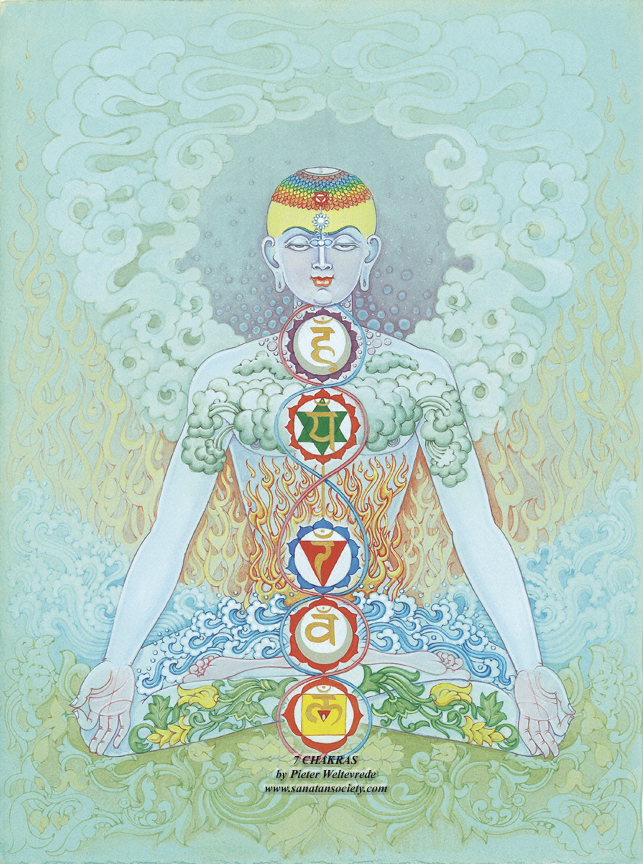
Reiki je rozšířenou formou medicíny v New Age

Jednou ze základních myšlenek New Age je odklon od materialistického chápání světa a důraz na nehmotné, především vědomí či nespecifikovanou energii, které umožňuje člověku měnit realitu. Podobně je akcentována mentální a duchovní povaha nemocí a tím pádem i jejich léčení, nezávislost člověka na jeho fyzickém těle je vyjádřena vírou v reinkarnaci. Zároveň je dualismus hmoty a ducha odmítán a je prosazován holistický pohled.
V rámci hnutí je současná společnost chápána jako kladoucí přehnaný důraz na rozumové poznání a proto je akcentována role intuice či duchovního vhledu. Poznání také může být získáno kontaktem s vysoce vyvinutými bytostmi, případně božskou částí člověka samotného, a tento proces je označován jako channeling. Pomocí channelingu údajně vznikly některé významné New Age texty jako Seth Material Jane Robertsové a A Course in Miracles Helen Schucmanové. V podobném kontexu mohou být chápány divinační praktiky – v New Age především astrologie a výklad tarotu, ale také věštění z Knihy proměn nebo severských run.
Příznivci New Age se s oblibou odvolávají na různá starověká náboženství, především egyptské či indické, a pokouší se v nich najít styčné body s vlastní vírou, které měly být získány stejným vhledem do zákonitostí vesmíru, ačkoliv velká část věr a praktik a hnutí je velmi pozdního původu. New Age náhled na svět je také považován za potvrzovaný taktéž moderní vědou, především kvantovou fyzikou.

## Spřízněná hnutí a metody

### Psychologie
Religionista Wouter Hanegraaf chápe Hnutí lidského potenciálu, psychologické hnutí vzniklé v 60. letech 20. století, jako psychologický protějšek hnutí New Age. To vychází z humanistické a transpersonální psychologie a lze do něj řadit například gestalt terapii, postupy vycházející z učení Wilhelma Reicha, transakční analýzu nebo takzvaná self religion („náboženství Já“, „spiritualita Já“) jako Transcendentální meditace, scientologie nebo Erhard Seminars Training.

### Alternativní medicína
V New Age je spíše než na biomedicínský aspekt nemoci na její chápání z hlediska nemocného, zdraví může být chápáno jako vysoká fyzická, citová a duchovní funkcionalita, zatímco subjektivně vnímány nedostatek vitality či kreativity jako nemoc. Mezi konkrétní léčitelské praktiky v rámci hnutí patří například:
- přikládání rukou léčitele jako reiki nebo terapeutický dotek
- léčení pomocí předmětů, především krystalů, květových esencí či éterických olejů
- léčení pomocí barev jako Aura-Soma
- homeopatie a bioterapie založené na léčení podobného podobným, respektive stejného stejným
- reinkarnační terapie

Mnoha užívaným praktikám je společná víra v existenci neviditelné životní síly či „energie“. Tělo je taktéž chápáno holisticky takže jedna část těla ovlivňuje jinou (akupunktura, akupresura, reflexologie) či z jedné části těla lze vysledovat celkový zdravotní stav (iridologie), z toho taktéž plyne že léčením „duše“ může být léčeno tělo a obráceně. Kromě životní síly je předpokládána taktéž „skrytá anatomie“ těla jako je aura či čakry.

### New Age a novopohanství
Mezi New Age a novopohanstvím, lze nalézt řadu styčných bodů, některými badateli je druhé z hnutí řazeno pod první. Obojí bylo ovlivněno kontrakulturou 60. let a demokratizací volby náboženství. Mezi oběma hnutími však lze nalézt i řadu rozdílů. Zatímco novopohanství chápe posvátno jako všudypřítomné a klade důraz i na jeho přítomnost ve fyzickém světě tak New Age vychází z gnosticismu a transcendentalismu a chápe hmotné jako překážku v duchovním růstu nebo přinejmenším jako sekundární a méně významnou část reality. První z hnutí klade důraz na cyklický běh času, druhé usiluje o konečnou transcendenci. Existují také rozdíly sociologické, obě hnutí se sice vyznačují nedostatkem hierarchie a velkým množství samostatně praktikujících, ale zatímco pro New Age je typický vztah klienta a poskytovatele služby – astrologa, léčitele či například učitele jógy, pro novopohanství je to netypické. David Zbíral označuje za jejich společné rysy environmentalismus, léčitelství a přírodní medicínu a feminismus, poukazuje však že novopohanství klade oproti universalistickému New Age důraz na rozvoj lokálních tradic,  je zaměřeno více ritualisticky a zpravidla se neorientuje na duchovní proměnu západního světa .

### Ostatní
Mezi další hnutí, metody nebo představy spojené s hnutím New Age náleží především:
- hypotéza Gaia
- psychedelické hnutí
- neošamanismus
- morfická rezonance
- ufologie

## Kritika
Podle příznivců New Age je veškerá spiritualita kolektivním vlastnictvím a tak jsou často obviňováni z kulturní krádeže, především v souvislosti se spiritualitou domorodých Američanů. Původní obyvatelé chápou bezmyšlenkovité přebírání svého duchovní dědictví, které je během tohoto procesu romantizováno, zjednodušováno a komercializováno, jako další formu kulturního imperialismu. Přístup k hnutí však není mezi domorodými Američany jednotný, zatímco Lakotové jsou vůči němu silně nepřátelští tak jiní, jako například Sun Bear, spisovatel odžibvejského původu, jsou vůči němu smířlivější či jsou sami součástí New Age.
New Age v širším slova ztratil svůj kontrakulturní charakter a stal se součástí mainstreamové kultury, často tak získal výrazně konzumní charakter a je označován například jako „duchovní supermarket“. V tomto ohledu je také vnímán jako narcistický a mělký.

## Hudba
Výrazná část hudby identifikovaná s New Age je instrumentální či elektronická (Jean-Michel Jarre). Skutečný vývoj lze sledovat na začátku 70. let mimo jiné s interprety ambientní hudby. Výrazný je také dotek s world music, reprezentovaný např. interpretem Yanni. Obvyklé je využití syntetizátorů, práce s lidským hlasem (zpěvačka Enya), elektrické klávesy, akustické kytary (Medwyn Goodall). Jedním z nejvýznamnějších představitelů New Age je britský hudebník Mike Oldfield, který vyniká kombinací mnoha hudebních nástrojů (především elektronických).
Hudba tohoto stylu je typicky optimistická s vizí lepší budoucnosti, zaměřená na pozitivní hodnoty (krása, dobro), které má u posluchače vyvolávat.